# Rudolf Lotrinský
Rudolf Lotrinský (francouzsky Rudolph le Vaillant; 1320 – 26. srpna 1346, u Kresčaku) byl bojovný lotrinský vévoda, účastník reconquisty a války o bretaňské dědictví.

## Život
Rudolf byl synem lotrinského vévody Fridricha IV. a Alžběty, dcery zavražděného římského krále Albrechta Habsburského. Vévoda Fridrich zemřel roku 1328 či 1329 a vdova Alžběta se na čas stala regentkou za nezletilého Rudolfa.
Již roku 1337 se Rudolf dostal do sporu s hrabětem Jindřichem z Baru, který mu odmítl složit lenní přísahu. Navzájem si pustošili svá území, dokud je neusmířil francouzský král Filip VI. Po boku Francie pak Rudolf stál na počátku konfliktu s Anglií v bitvě o Tournai. Následného příměří využil k cestě na Iberský poloostrov, kde se na podzim 1340 připojil ke kastilskému králi Alfonsovi XI. v boji proti granadským Maurům a účastnil se bitvy o Gibraltar. Po návratu do Francie pomáhal svému asketickému švagrovi Karlovi z Blois ve válce o Bretaň.
Osudnou se mu v létě roku 1346 stala účast v bitvě u Kresčaku, kde padl na straně francouzského krále. Pohřben byl v rodové nekropoli v cisterciáckém klášteře Beaupré. Dědicem se stal jeho téhož roku narozený syn Jan I.